# 詹姆斯·普萊查德
詹姆斯·普萊查德（英語：James Pritchard；1979年7月21日—）是一位加拿大橄欖球運動員。他是加拿大國家橄欖球隊的一員。普萊查德出生在澳大利亞。但在加拿大长大并开始了他的橄榄球生涯。